# Насыпь (фильм)
«Насыпь» (латыш. Uzbērums) — советский художественный фильм 1970 года, драма. Фильм снят по одноимённой повести Андрейса Дрипе.

## Сюжет
Латвия, Вторая мировая война. Советские партизаны Андрей и Суровый должны взорвать немецкий эшелон, перевозящий боеприпасы. К железнодорожной насыпи, где они прячутся, с соседнего хутора приезжает на покос крестьянин Озолс со своей семьей. Суровый просит латышскую семью помочь им…

## В ролях
- Гунар Цилинский — Суровый
- Эдгар Гиргенсонс — Андрей
- Эдуард Павулс — старик Озолс
- Лилита Озолиня — Дзидра
- Антра Лиедскалныня — Олия
- Эгонс Бесерис — Йоган
- Гирт Яковлев
- Артур Калейс
- Эдгар Лиепиньш
- Улдис Лиелдиджс

## Критика
Критикой фильм был оценён как слабый, однако, при этом отмечая игру Эдуарда Павулса и Лилиты Озолини, которые и при слабом сценарии смогли реализовать драматичность ролей:

Фильм «Насыпь» неоправданно карикатурный и возбужденный, но успех психологического исследования крестьянской пары, изображенного Эдуардом Павулсом и Антрой Лиедскалныней, неоспорим.
Оригинальный текст (латыш.)««Uzbērumā» šis tas ir nevajadzīgi kariķēts un sateatralizēts, bet Eduarda Pāvula un Antras Liedskalniņas tēlotā zemnieku pāra psiholoģiskas izpētes veiksme taču nav noliedzama. 
— литературно-художественный журнал «Karogs» («Знамя»), орган Союза писателей Латышской ССР, 1971 год

В фильме «Насыпь» моральный конфликт сосредотачивается вокруг железнодорожника Озолса и его семьи. Один из двух партизан, которым было поручено взорвать железнодорожный мост, тяжело ранен. Озолс и его жена отказываются помочь раненому — и он умирает. Его друг, прячась за насыпью, готовится взорвать мост, когда вдруг видит рядом маленькую дочку Озолса, собирающую цветы. Здесь в фильме возникает тема морального выбора — сможет ли партизан принести в жертву жизнь девочки, чтобы взорвать мост со вражеским поездом? Сценарист фильма Андрейс Дрипе оставляет солдату право на милосердие, но и при этом он должен заплатить за это своей жизнью. Тем не менее, окончательные выводы о финале «Насыпи» сценарист позволяет сделать самому зрителю — и сюжет поворачивается так, что Озолс меняет себя и решается на активную борьбу против врага. Схематизм фильма не только в плоскости сюжета. Может быть, для самостоятельного дебюта был бы полезен слабый сценарий, такой который привел Яниса Стрейча (прим. переводчика: имеется ввиду фильм «Стреляй вместо меня») искать более глубокую мотивацию героев в их действиях и прийти к парадоксальным решениям. Складывается впечатление, что режиссёр Эрик Лацис чувствует себя слишком комфортно в рамках сценария и, чтобы быть совсем уверенным, пригласил таких актеров как Гунара Цилинского, Гирта Яковлева, Антру Лиедскалныня и Эдуарда Павулса. Драматургические возможности материала позволили раскрыться только последним двум в ролях Озолса и его жены Олии, но тем не менее, режиссёр не чувствовал ни их, ни других возможностей в работе, и это привело к тому, что критика оценила фильм как в целом неудачный.
Оригинальный текст (латыш.)«Uzbērumā» morālais konflikts centrējas ap dzelzceļnieku Ozolu un viņa ģimeni. Viens no diviem partizāniem, kuriem uzticēts uzspridzināt dzelzceļa tiltu, ir smagi ievainots. Sievas iespaidā Ozols atsakās palīdzēt ievainotajam — un tas mirst. Viņa draugs, paslēpies pie uzbēruma, jau gatavojas uzspridzināt tiltu, kad pēkšņi redz tā tuvumā Ozola mazo meitiņu plūcam ziedus. Te filmā atkal ieskanas morālās izšķiršanās tēma — vai partizāns spēs upurēt meitenītes dzīvību,  lai uzspridzinātu tiltu ar ienaidnieka vilcienu? A. Dripe atšķirībā no J. Streiča filmas scenāristiem atstāj karavīram tiesības uz žēlsirdību, bet liek samaksāt par to ar savu dzīvību. Tomēr galējos secinājumus arī «Uzbēruma» scenārists neuztic izdarīt pašam skatītājam — un sižets tiek pagriezts tā, lai ļautu Ozolam pāraugt sevi un izšķirties par aktīvu cīņu pret ienaidnieku. Shematiskums abās filmās guvis virsroku ne tikai sižeta plāksnē. Varbūt patstāvīgai debijai bija vairāk noderīgs vājais scenārijs, kas lika J. Streičam meklēt dziļākus motivējumus varoņu darbībai un nonākt pie paradoksālajiem risinājumiem. Rodas iespaids, ka Ēriks Lācis ir juties pārāk komfortabli  pieņemamā scenārija ietvaros un, lai būtu pavisam drošs, pieaicinājis tādus aktierus kā Gunāru Cilinski, Ģirtu Jakovļevu, Antru Liedskalniņu un Eduardu Pāvulu. Materiāla dramaturģiskās iespējas ļāva izvērsties tikai pēdējiem diviem tēlotājiem Ozola un viņa sievas Olgas lomās, tomēr režisora roka nebija jūtama nedz viņu, nedz citu tēlotāju darbā, un tas lika kritikai novērtēt filmu kā visumā neveiksmīgu.
— киновед Лилия Дзене (Lilija Dzene), 1989 год

## Фестивали и награды
- IV Всесоюзный фестиваль телевизионных фильмов (1971, Минск) — приз Союза кинематографистов БССР:[2].

за глубокую психологическую разработку темы народной партизанской борьбы в период Великой Отечественной войны с немецко-фашистскими захватчиками